# Svenska Ostasiatiska Kompaniet

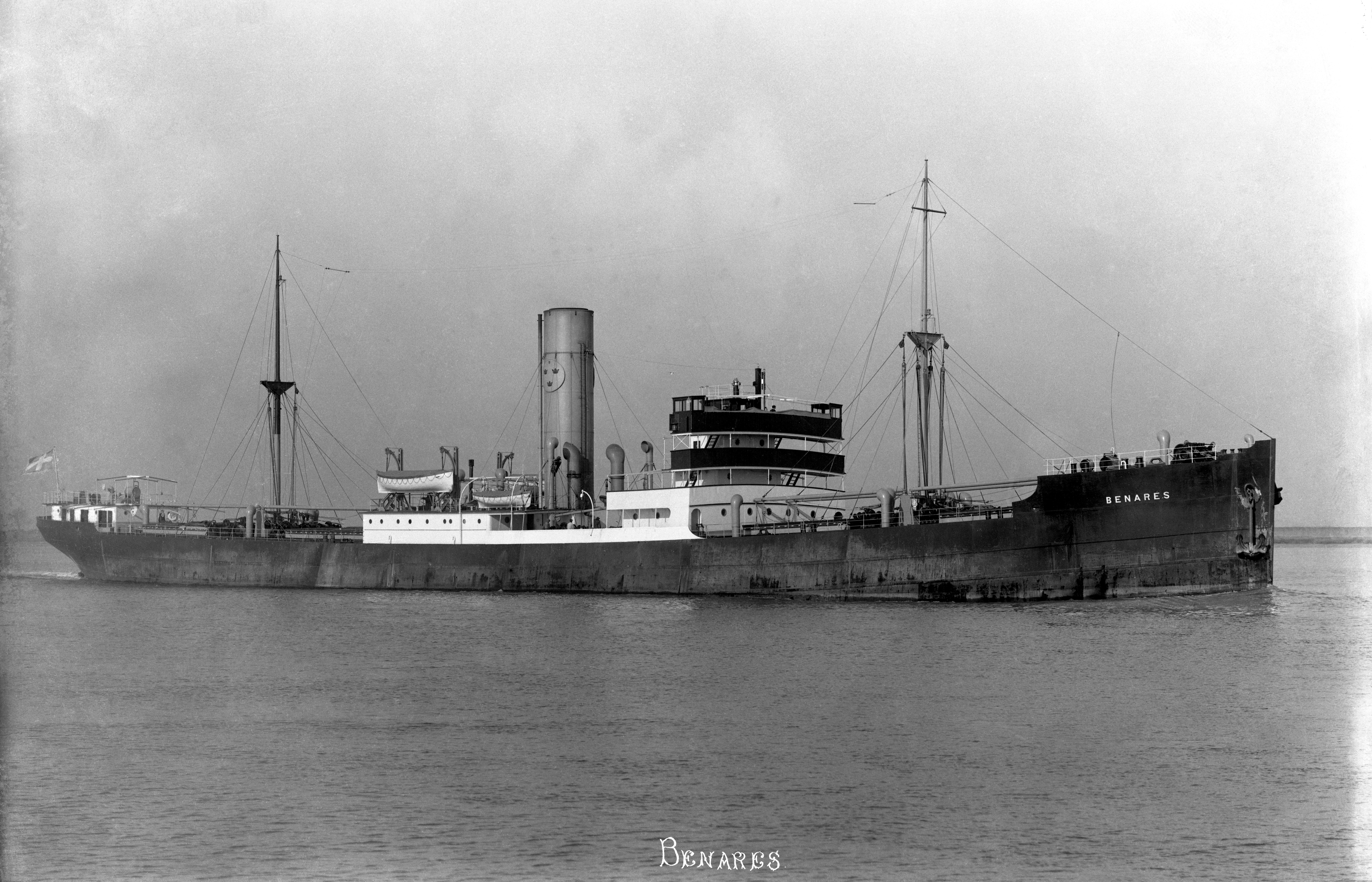
D/S Benares. Ångfartyg levererat 1920.

Svenska Ostasiatiska Kompaniet AB var ett svenskt rederi, grundat 1907 av bland andra Dan Broström, som bedrev fraktfart mellan Sverige och i första hand ostasiatiska hamnar. Till en början i samseglade de med Det Østasiatiske Kompagni (ØK). Efter att ha byggt ett antal ångare kunde man trafikera Kina och Japan efter en regelbunden turlista. År 1910 genomfördes tillsammans med ØK sexton rundresor med fyra svenska och fyra danska ångare. Lasttillgången var så stor att två nya ångare beställdes. Det svenska exportgodset dominerades av pappersmassa, papper, järn och stål. Samsegling inleddes 1914 med ett tyskt och ett norskt rederi till Brittiska Indien.
Under första världskriget fick bolaget starkt ökade inkomster, men även stora påfrestningar. Man fick en sjunde ångare 1914 och lyckades i samtrafik med Wilh. Wilhelmsen, Tønsberg, hålla trafiken på Ostasien och Indien igång under större delen av kriget. Ett fartyg, New Sweden, blev torpederat i Medelhavet 1918. Trafiken utökades efter krigsslutet från sex till åtta årligen till Ostindien. Tre nya fartyg sattes in 1920, men samtidigt miste man tre genom förlisningar 1919–1924. Från 1922 beställdes bara motorfartyg och företrädesvis från Göteborgsvarven. Flottan omfattade 1925 tio fartyg, varav fem var moderna dieselfartyg. De var helt finansierade med under kriget inseglade medel.

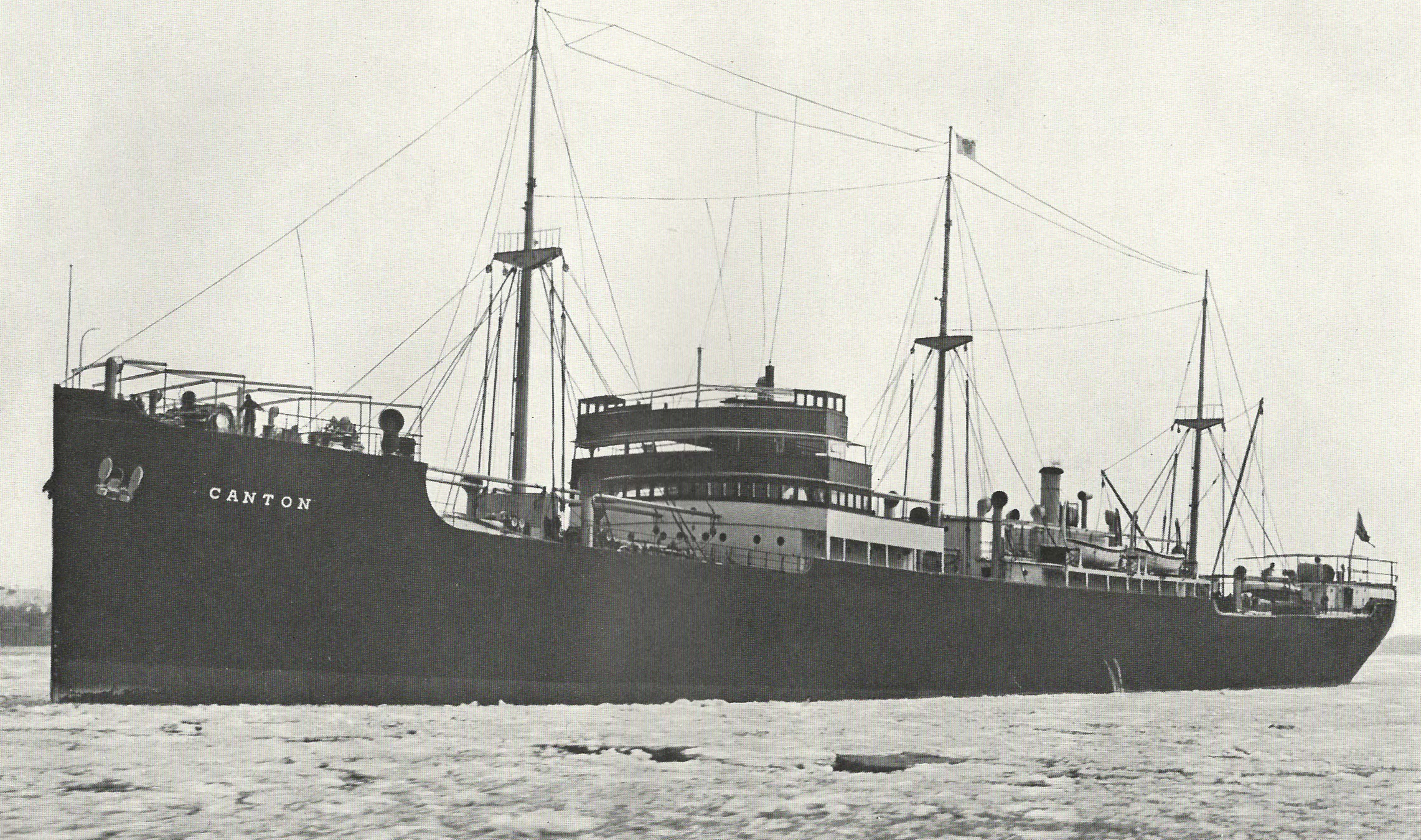
M/S Canton. Motorfartyg levererat 1922.

Rederiet drabbades inte så hårt av depressionen som många andra och 1929–1931 levererades fyra nya motorfartyg och man strukturerade om flottan med hänsyn till konjunkturen. Andra världskriget medförde stora förluster och inte mindre än sju fartyg sänktes genom krigshandlingar. De ersattes dock av nybyggen vid Eriksberg och Götaverken och åren 1940–1946 tillkom tio moderna dieselfartyg, så att man 1946 hade en mycket konkurrenskraftig flotta av fjorton fartyg om sammanlagt 111 400 dödviktston. Vid krigsslutet var rederiets ekonomi god och nya fartyg byggdes, så att man 1963 hade tjugo fartyg i flottan till ett värde av 37 miljoner kronor.
Ostasiat var ett eget bolag inom Broströmskoncernen intill 1978 då verksamheten omstrukturerades och alla bolag samlades inom Broströms Rederi AB. År 1984 överfördes Broströms till Rederi AB Transocean där Transatlantic var huvudägare.

## Skeppslista
| Fartyg     | Byggt | Varv                | I tjänst  | Typ         | Dödvikt | Notering |
| ---------- | ----- | ------------------- | --------- | ----------- | ------- | --- |
| Canton     | 1906  | Burmeister & Wain   | 1907-1916 | Ångfartyg   | 6100    | F.d. Nikobar. Inköpt 1907. Överförd 1916 till Svenska Amerika Mexiko Linien.                                           |
| Peking     | 1908  | Burmeister & Wain   | 1908-1919 | Ångfartyg   | 6100    | Förlist 1919 under tyfon i Kinesiska sjön.                                                                             |
| Yeddo      | 1908  | Sunderland          | 1908-1924 | Ångfartyg   | 6680    | Förlist 1924 vid kollision på Schelde. Upphuggen.                                                                      |
| Nippon     | 1909  | Newcastle on Tyne   | 1909-1936 | Ångfartyg   | 7010    | Såld 1936 till Finland. Strandad 1941 vid Island och blev vrak.                                                        |
| Ceylon     | 1911  | Newcastle on Tyne   | 1911-1950 | Ångfartyg   | 8980    | Såld 1950 till Hong Kong. Ankom 1962 Onomichi, Japan för upphuggning.                                                  |
| Japan      | 1911  | Newcastle on Tyne   | 1911-1941 | Ångfartyg   | 8980    | Torpederad 1941 vid afrikanska kusten.                                                                                 |
| Sumatra    | 1914  | Hull                | 1914-1939 | Ångfartyg   | 10150   | Förlist 1939 utanför indiska kusten.                                                                                   |
| New Sweden | 1913  | Hull                | 1916-1918 | Ångfartyg   | 10000   | Övertogs 1916 från Svenska Amerika Linien. Torpederad 1918 utanför Spanien och blev vrak.                              |
| Tip        | 1885  | Newcastle on Tyne   | 1917-1922 | Ångfartyg   | 1900    | F.d. Eveline. Såld 1922 till Tyskland.                                                                                 |
| Svealand   | 1917  | Stockholm           | 1917-1924 | Motorfartyg | 1600    | Såld 1924 till USA. |
| Elisabeth  | 1898  | Glasgow             | 1918-1919 | Ångfartyg   | 4300    | F.d. Camperdown. Överlåten 1919 till Svenska Orient Linien.                                                            |
| Formosa    | 1920  | Burmeister & Wain   | 1920-1954 | Motorfartyg | 10850   | Omdöpt 1952 till Kinaland. Såld 1954 till Hälsingborg.                                                                 |
| Indus      | 1920  | Vancouver           | 1920-1921 | Ångfartyg   | 8800    | Sänkt efter brand i Valencia. Sålt till Italien för upphuggning.                                                       |
| Benares    | 1920  | Haverton Hill       | 1920-1934 | Ångfartyg   | 9200    | Överlåten 1934 till Rederi AB Tirfing. Sjönk till havs 1941.                                                           |
| Argo       | 1909  | Torskog             | 1920-1923 | Kanalångare | 260     | Såld 1923 till Ångfartygs AB Göta Kanal.                                                                               |
| Canton     | 1922  | Öresundsvarvet      | 1922-1940 | Motorfartyg | 10560   | Torpederad 1940 utanför irländska kusten.                                                                              |
| Largo      | 1901  | Helsingborg         | 1922-1939 | Ångfartyg   | 850     | F.d. Falster. Inköpt 1922. Såld 1939 till Estland. Ankom 1952 till Västtyskland för upphuggning.                       |
| Nanking    | 1924  | Götaverken          | 1924-1943 | Motorfartyg | 9830    | Torpederad 1943 av tysk ubåt.                                                                                          |
| Agra       | 1925  | Götaverken          | 1925-1942 | Motorfartyg | 7905    | Torpederad 1942 av tysk ubåt.                                                                                          |
| Delhi      | 1925  | Lindholmen-Motala   | 1925-1946 | Motorfartyg | 7875    | Såld 1946 till AB Almo. Ankom 1962 Hong Kong för upphöjning.                                                           |
| Siirto     | 1921  | Elmshorn            | 1927-1941 | Ångfartyg   | 1200    | F.d. Ferm. Inköpt 1927. Såld 1941 till Rederi AB Sylvia, Göteborg.                                                     |
| Nagara     | 1929  | Götaverken          | 1929-1961 | Motorfartyg | 10110   | Såld 1961 till Göteborg. Ankom 1967 Taiwan för upphuggning.                                                            |
| Shantung   | 1929  | Götaverken          | 1929-1941 | Motorfartyg | 10110   | Förlist 1941 på Nordatlanten efter brand ombord.                                                                       |
| Tamara     | 1931  | Götaverken          | 1931-1960 | Motorfartyg | 10030   | Såld 1960 till Göteborg. Ankom 1969 Taiwan för upphuggning.                                                            |
| Peiping    | 1931  | Götaverken          | 1931-1942 | Motorfartyg | 10030   | Torpederad 1942 av tysk ubåt utanför Amerikas kust.                                                                    |
| Nippon     | 1937  | Götaverken          | 1937-1938 | Motorfartyg | 10055   | Kolliderade 1938 och sjönk utanför nederländska kusten..                                                               |
| Ningpo     | 1938  | Eriksberg           | 1938-1941 | Motorfartyg | 10100   | Havererad 1941 utanför Singapore. Torpederad 1944 i japansk tjänst och blev vrak.                                      |
| Tonghai    | 1940  | Götaverken          | 1940-1953 | Motorfartyg | 10040   | Kolliderade 1953 utanför spanska kusten och blev vrak.                                                                 |
| Froste     | 1940  | Åbo/Eriksberg       | 1940-1952 | Motorfartyg | 1304    | Överförd 1952 till Brostöm Tender Service. Sjönk 1982 i Medelhavet.                                                    |
| Mindoro    | 1941  | Götaverken          | 1941-1969 | Motorfartyg | 10040   | Såld 1969 till Cypern. Ankom 1978 Hong Kong för upphuggning.                                                           |
| Bali       | 1941  | Öresundsvarvet      | 1941-1968 | Motorfartyg | 10100   | Såld 1968 till Cypern. Ankom 1979 Taiwan för upphuggning.                                                              |
| Mangalore  | 1943  | Götaverken          | 1943-1966 | Motorfartyg | 7200    | Såld 1966 inom Göteborg. Ankom 1977 Gadani Beach, Pakistan för upphuggning.                                            |
| Travancore | 1944  | Götaverken          | 1944-1965 | Motorfartyg | 7350    | Såld 1965 inom Göteborg. Upphuggen 1978 i Grekland.                                                                    |
| Bengal     | 1944  | Eriksberg           | 1944-1963 | Motorfartyg | 7600    | Såld 1963 till Bergen. Ankom 1978 Chittagong, Bangladesh för upphuggning.                                              |
| Benares    | 1946  | Eriksberg           | 1946-1966 | Motorfartyg | 7600    | Såld 1966 till Norge. Ankom 1972 Bilbao, Spanien för upphuggning.                                                      |
| Bataan     | 1946  | Eriksberg           | 1947-1968 | Motorfartyg | 7570    | Såld 1966 inom Göteborg. Ankom 1972 Kina för upphuggning.                                                              |
| Hainan     | 1946  | Götaverken          | 1946-1971 | Motorfartyg | 7600    | Såld 1971 till Panama. Ankom 1972 Bilbao, Spanien för upphuggning.                                                     |
| Andaman    | 1946  | Götaverken          | 1946-1953 | Motorfartyg | 7600    | Sjönk 1953 efter kollision utanför engelska sydkusten.                                                                 |
| Sumatra    | 1949  | Monfalcone, Italien | 1949-1964 | Motorfartyg | 10443   | Såld 1964 till Norge. Ankom 1972 Taiwan för upphuggning.                                                               |
| Ceylon     | 1950  | Eriksberg           | 1950-1975 | Motorfartyg | 9800    | Såld 1975 till Singapore. Ankom 1980 Taiwan för upphuggning.                                                           |
| Japan      | 1950  | Eriksberg           | 1950-1975 | Motorfartyg | 9850    | Såld 1975 till Singapore. Ankom 1980 Taiwan för upphuggning.                                                           |
| Burma      | 1952  | Eriksberg           | 1952-1976 | Motorfartyg | 9980    | Såld 1976 till Cypern. Ankom 1982 Gadani Beach, Pakistan för upphuggning.                                              |
| Sudan      | 1953  | Eriksberg           | 1953-1977 | Motorfartyg | 10550   | Såld 1977 till Singapore. Såld 1977 till Singapore. Ankom 1979 Taiwan för upphuggning.                                 |
| Minikoi    | 1955  | Eriksberg           | 1955-1972 | Motorfartyg | 9180    | Såld 1972 till Iran. Ankom 1985 Alang, Indien för upphuggning.                                                         |
| Sabang     | 1955  | Eriksberg           | 1955-1972 | Motorfartyg | 9180    | Såld 1972 till Hong Kong. Ankom 1982 Chittagong, Bangladesh för upphuggning.                                           |
| Kyoto      | 1955  | Eriksberg           | 1955-1973 | Motorfartyg | 9180    | Såld 1973 till Hong Kong. Utdömd 1984 och ombyggd till pråm.                                                           |
| Hong Kong  | 1958  | Eriksberg           | 1958-1971 | Motorfartyg | 25500   | Såld 1971 till Grekland. Ankom 1979 Taiwan för upphuggning.                                                            |
| Mandalay   | 1959  | Åbo                 | 1960-1978 | Motorfartyg | 10960   | Såld 1978 till Liberia                                                                                                 |
| Nagasaki   | 1960  | Amsterdam           | 1960-1972 | Motorfartyg | 10800   | Såld 1972 till Kina. Struken 1999 ur registren.                                                                        |
| Nippon     | 1962  | Amsterdam           | 1962-1967 | Motorfartyg | 10660   | Fastnade 1967 i Suezkanalen. Övertogs 1968 av försäkringsbolaget. Ankom 1984 Kina för upphuggning.                     |
| Nicobar    | 1963  | Amsterdam           | 1963-1972 | Motorfartyg | 10750   | Såld 1972 till Kina. Ankom 1991 Chittangong, Bangladesh för upphuggning.                                               |
| Nara       | 1964  | Amsterdam           | 1964-1972 | Motorfartyg | 10750   | Såld 1972 till Kina. Ankom 1991 Chittangong, Bangladesh för upphuggning.                                               |
| Hondo      | 1966  | Eriksberg           | 1966-1978 | Motorfartyg | 13107   | Överförd 1978 till Broströms Rederi AB. Ankom 1994 Alang, Indien för upphuggning.                                      |
| Tigris     | 1960  | Uddevallavarvet     | 1966-1970 | Motorfartyg | 12420   | F.d. Anjan. Inköpt 1966. Omdöpt 1967 till Tamara. Såld 1970 inom Göteborg. Grundstött 1983 och blev vrak.              |
| Hokkaido   | 1966  | Eriksberg           | 1966-1977 | Motorfartyg | 13107   | Såld 1977 till Bangladesh. Ankom 1991 Chittagong för upphuggning.                                                      |
| Hirado     | 1967  | Eriksberg           | 1967-1977 | Motorfartyg | 13107   | Såld 1977 till Bangladesh. Ankom 1985 Chittagong för upphuggning.                                                      |
| Hakone     | 1967  | Eriksberg           | 1967-1978 | Motorfartyg | 13107   | Överförd 1978 till Broströms Rederi AB. Ankom 1985 Kina för upphuggning.                                               |
| Tokyo      | 1967  | Innoshima, Japan    | 1967-1977 | Motorfartyg | 73650   | Såld 1977 till Liberia. Ankom 1986 Inchon, Sydkorea för upphuggning.                                                   |
| Isfahan    | 1969  | Eriksberg           | 1969-1979 | Motorfartyg | 13005   | Såld 1979 till Singapore. Ankom 1987 Mamonal, Colombia för upphuggning.                                                |
| Indus      | 1969  | Eriksberg           | 1969-1979 | Motorfartyg | 13005   | Såld 1979 till Singapore. Ankom 1990 Alang, Indien för upphuggning.                                                    |
| Travancore | 1957  | Bremen              | 1970-1975 | Motorfartyg | 9703    | F.d. Stureholm. Inköpt 1970. Såld 1975 till Norge. Ankom 1979 Taiwan för upphuggning.                                  |
| Fujisan    | 1971  | Arendalsvarvet      | 1971-1978 | Motorfartyg | 103484  | Såld 1978 till Liberia. Ankom 1992 Gadani Beach, Pakistan för upphuggning.                                             |
| Nihon      | 1972  | Öresundsvarvet      | 1972-1978 | Motorfartyg | 35000   | Överförd 1978 till Broströms Rederi AB. Havererad 1997 varvid förskeppet sjönk. Akterskeppet upphugget 1998 i Spanien. |
| Tamara     | 1974  | Wärtsilä            | 1974-1978 | Motorfartyg | 20770   | Överförd 1978 till Broströms Rederi AB. Ankom 2008 Alang, Indian för upphuggning.                                      |
| Nagara     | 1974  | Wärtsilä            | 1974-1978 | Motorfartyg | 21103   | Överförd 1978 till Broströms Rederi AB. Ankom 1998 Kina för upphuggning.                                               |